# Moritz Hein
Moritz Hein (* 22. November 1985 in Köln) ist ein deutscher Schauspieler.

## Leben
Hein wurde durch seine Rolle des Max Zenker in der Serie Lindenstraße bekannt, die er von 1988 bis 1998 verkörperte.